# Leptostroma spiraeinum
Leptostroma spiraeinum är en svampart som först beskrevs av Sacc. & Briard, och fick sitt nu gällande namn av Vestergr. Leptostroma spiraeinum ingår i släktet Leptostroma och familjen Rhytismataceae.   Inga underarter finns listade i Catalogue of Life.